# 保護證人組
保護證人組（英文：Witness Protection Unit，縮寫：WPU）於1995年成立，隸屬於香港警務處刑事及保安處保安部，為準軍事保鏢，主要責任為執行《證人保護計劃》，全天候保護經風險評估為受生命威脅的證人、其家人或與案受害人及警察臥底等，及制定與證人保護相關的政策。各亞太區執法機構在檢測其保護證人的管理效能時，皆以保護證人組為標準機構，包括馬來西亞及印尼等，在行動策略上備受世界多國高度評價。

## 責任
保護證人組的主要責任為執行《保護證人計劃》，全天候保護經風險評估為受生命威脅的證人、其家人或與案受害人及警察臥底等。
受保護者一般會被保護證人組安排入住安全屋，直至出席法庭時，方會現身。完成案件審判後，不論能否成功起訴疑犯，保護證人組亦會持續保護證人，直至對證人的生命威脅消除為止。
除確保受保護者的安全外，保護證人組亦需要執行警隊內部指引及《證人保護條例》所賦予的其他職責，採取必要與合理的行動，以保障證人的福利。若然經風險評估後，仍然認為證人性命堪憂，基於證人的意願下，保護證人組可向警務處處長請求親自推薦，經由行政長官批准，將證人過往的個人資料全部更改，不留痕跡，甚至安排移民。

## 組織
保護證人組由一名高級警司出任主管，由特別資源支持其運作。保護證人組有逾170名人員，其中逾30名為正規編制，其餘逾140名為後備部隊（英文：Cadre），屬於兼任職務單位，僅在訓練及行動時召集。

## 歷史

### 保護證人組成立
1992年10月，一宗謀殺案件的審訊因為一名主要控方證人拒絕作出證供，而被逼宣告中止。有見及此，香港政府決定加強保護證人，以進一步表明香港政府對打擊罪惡的決心，鼓勵證人挺身作證及幫助證人克服可能遭受報復的心理恐懼。
與此同時，警務處積極鼓勵市民舉報黑社會罪行，為了加強對保護證人的能力，遂於1995年4月成立證人保安委員會，負責推行《保護證人計劃》：
1. 設立一個專業的證人受到威脅風險評估的制度，以確定有否充分理由提供保護證人服務。有關保護證人要求，通常是由案件主管提出，惟證人若然認為有需要，亦可以主動地提出要求；
2. 由刑事及保安處處長審批擬向證人所提供的保護措施；
3. 有關證人將與警務處簽署接受保護的承諾書，並且列明提供保護證人服務的條件；
4. 為證人作出在香港遷居或者移居海外的安排，惟後者必須先獲得第三國家或者地區同意。對於在香港遷居的安排，受到保護證人會被安排入住特別寓所，由保護證人組24小時保護，或者與房屋署作出安排，分配一個新單位予受到保護證人。至於移居海外方面，保安局將根據案情與有關國家領事館聯絡；保護證人組會就保護的形式密切諮詢擬受保護證人，他們可以選擇不接受保護及要求更改保護措施；
5. 五‧有關證人將與警務處簽署終止保護通知書，以便把終止保護證人事宜記錄在案。

同年，保護證人組成立。
2000年6月，警務處制定了《證人保護條例》，於同年11月9日正式生效，為《保護證人計劃》提供了法律基礎。

### 後備部隊編制倍增
隨著保護證人組的工作日益繁重，正規及後備隊員的出勤次數均有所增加，保護證人組遂於2010年展開後備隊員招募計劃，倍增後備部隊編制，以分擔正規人員的繁重任務。

### 為馬來西亞建立保護證人組
2011年，保護證人組與東亞國家的執法機構增加交流，日本、馬來西亞、越南及泰國等國家部門先後派遣代表團隊訪問警務處，就保護證人任務分享經驗，及深入探討雙邊訓練及合作的模式。
同年6月，警務處處長曾偉雄率領代表團隊訪問東南亞多個國家的執法機構，包括馬來西亞首相府證人保護組處長及馬來西亞保護證人組副局長，就香港警務處保護證人組為馬來西亞保護證人組提供相關訓練的安排達成共識。
同年10月，保護證人組總督察盧庭熙帶領3名員佐級人員前赴馬來西亞吉隆坡，為於2010年6月成立的馬來西亞保護證人組提供為期5日的基礎訓練，並且作出深入交流，以提升後者人員的體能、保護證人技巧、戰術運用及協助其設計相關訓練課程。
馬來西亞證人保護組全體均認同是次基礎訓練顯著提升該組在策劃行動及訓練上的成效，建議雙方日後加強交流。翌月28日，曾經在吉隆坡參與基礎訓練的6名馬來西亞保護證人組組員（一名警司帶領5名人員）訪問香港，參與保護證人組進階訓練課程，及作出戰術運用交流。
基於馬來西亞保護證人組計劃於2012年舉辦成立後的首次招募，以擴充編制，上述人員特別希望藉此行程更深入地了解香港警務處保護證人組在招募及訓練上的運作，及從中汲取經驗，為其擴展計劃奠定基石。
同年12月7至10日，馬來西亞證人保護組副局長Datuk Ab. Razak Bin Ab. Ghani訪問香港，於12月9日會見警務處處長，感謝香港警務處保護證人組在吉隆坡及香港提供一系列的訓練予其人員，與馬來西亞皇家警察就保護證人事宜分享寶貴經驗以及交流，探討雙方在工作上所遇到的困難及解決方法，使到他們獲益良多，並且肯定香港警務處保護證人組的高等水平管理及卓越能力。

## 遴選訓練

### 甄選
投考加入保護證人組的人員需要曾經駐守於警察機動部隊，獲得所屬主管的推薦後，再經由保安部甄選。

### 遴選
成功通過甄選的投考人會進入為期兩日的遴選，當中包括一系列的認知能力、體能、戰術及槍械等測試。於2006年舉行的遴選，有逾50名人員投考，結果只有6名通過。於2011年舉行的遴選，有逾100名人員投考，結果分別只有28名（後備部隊投考人）和12名（正規崗位投考人）通過。

### 基本訓練課程
成功通過考試的投考人，視乎投考崗位而定，後備部隊及正規崗位投考人分別需要接受為期3週及5週的密集式基本訓練課程（英文：Basic Training Course），內容包括部份由特別任務連提供的保護技巧、戰術和槍械等，方能成為正式一員。
基礎訓練除了包括香港警務人員參與，海外相關機構亦有經常派員參與，包括馬來西亞首相府保護證人組等。此外，保護證人組亦有派遣教官代表團隊赴外教授。

### 進階訓練課程
進階訓練課程（英文：Advanced Training Course）為期兩週。

## 培訓
人員完成基礎訓練後，不論後備抑或正規，均須接受延續訓練，包括特別射擊（例如練習快速拔槍射擊、射擊活動槍靶、實景訓練、在室內射擊中心進行實戰射擊訓練等）。
正規人員更需要接受各種不同的專業訓練，包括防衛性駕駛、急救、由警察搜查隊教授的反恐安全保障搜查訓練、由消防及緊急應變保安隊提供的消防訓練及由爆炸品處理課教授的拆彈訓練等，一般需時4至5年才能夠完成所有的訓練內容。

### 到院前創傷生命支援術
到院前創傷生命支援術（英文：Prehospital Trauma Life Support，縮寫：PHTLS）為由香港警務處與香港聖約翰救傷會合作舉辦的課程，內容由美國緊急醫療技術人員協會及美國外科醫學院擬備，為期兩日在香港聖約翰救傷會總部舉行，由具備資格及在到院前創傷生命支援術範疇服務中的在職醫生、護士和救護人員擔任導師，專門供予具備高級急救資格的警務人員修讀。
課程旨在評估人員對處理嚴重受傷個案的知識（包括運動學中的創傷及生理學及病理學等）以及根據處境情況所採取的即時生命支援治療的技巧（包括驗傷、脊椎制動及氣道處理等）及水平。成功通過考核的人員將會獲得緊急醫療技術人員協會頒授到院前創傷生命救援技術證書。

### 警察輔助醫療急救課程
警察輔助醫療急救課程（英文：Police Paramedic Training Programme，縮寫：PPTP）於1995年起教授，是由香港警務處和醫院管理局合作舉辦的專業化急救及醫療訓練課程，用以專門訓練部分香港警務處部門的警務人員，人員接受訓練後會成為警察輔助醫療急救人員（英文：Police Paramedic Cadre，縮寫：PPC）；所獲得的資格，相等於一名擁有二級緊急輔助醫療資格的香港消防處救護隊目。
課程由香港警務處顧問編排，為全球獨一無二的戰術及行動醫學的課程。為期10日的密集式訓練（包括到醫院實習）內容包括：氣道及呼吸的處理、中心靜脈導管、靜脈注射及輸液法、創傷處理、縫針技巧、高級心臟支援術、分流和災難應對、細菌、化學污染、輻射、核生化及恐怖襲擊處理等等。
通過基本訓練後，人員將會被派往醫院急症室實習。為求掌握高水平的急救技巧，人員亦必須持續地複修有關的訓練課程。

### 警察導向戰術急救醫療課程
警察導向戰術急救醫療課程（英文：Police Oriented Tactical Emergency Medicine Course，縮寫：POTEM）於2006年11月起教授，由香港警察學院的3位醫療顧問設計，分別是醫院管理局新界東醫院聯網急症科統籌專員暨雅麗氏何妙齡那打素醫院急症科部門主管陳德勝醫生、新界西醫院聯網矯型及創傷學組聯網部門主管周育賢醫生和香港中文大學外科學系意外及急救醫學教學單位的郭浩祺教授，為專業化的戰術急救訓練]課程，分為3個層次──初級、基本以及高級訓練，用以專門分別培育訓練部分香港警務處部門的警務人員，人員接受訓練後會成為警察醫療員（英文：Police Medic），在戰術環境、突發事故或者災難現場發生時為到傷者提供緊急醫療服務，避免救援及緊急醫療隊伍可能因為環境、時間及能力的阻礙而無辦法第一時間深入現場照顧傷者，延誤救治。
保護證人組人員需要接受當中為期8日、針對特別行動單位的行動需要而設計的高級訓練課程，課程內容涵蓋初基訓練課程中的日常警察事務期間所遇到的受傷事故，包括急救醫療集體打鬥所引起的創傷、爆炸或從高處墮下受傷以及四肢骨折等等技巧；基本訓練課程的戰術急救醫學、運輸醫學，以及槍傷和生化事故導致受傷個案的處理；以及高級訓練課程獨有的在戶外各種不同的模擬行動中進行訓練。

## 裝備
下列為已經曝光、記錄過或公開過的裝備。

### 防暴裝備
- 防彈衣

### 武器
- 胡椒噴霧
- 伸縮警棍

#### 槍械
| 型號                    | 類型       | 產地   |
| ----------------------- | ---------- | ------ |
| 格洛克17                | 半自動手槍 | 奥地利 |
| 格洛克19                | 半自動手槍 | 奥地利 |
| 雷明登870泵動式霰彈槍   | 霰彈槍     | 美国   |
| Kel-Tec KSG泵動式霰彈槍 | 霰彈槍     | 美国   |
| HK MP5SFA3半自動卡賓槍  | 衝鋒槍     | 德国   |

## 著名組員
- 林靄思（人稱十姐，香港首批10名女性警務人員之一，亦是香港首位佩槍執勤的女性警務人員）

## 受保護的證人
- 首名獲保護證人組保護的證人是一名保安員，他曾經出庭頂證劫匪張子強在香港國際機場持械行劫解款車掠去1億7,000萬港元。
- 於1998年遇襲的鄭經翰。
- 於1998年被綁架的張艾嘉之子。[19][20]
- 於2008年2月，陳冠希裸照事件中的陳冠希。
- 潘曉穎命案疑兇陳同佳於2019年10月23日處理犯罪得益罪出獄[21][22]，之後一直住在警方安排的安全屋及獲得保護證人組保護[23]，其生活費也由納稅人負擔[24]，行政長官鄭月娥拒絕評論陳同佳一直獲得免費衣食住宿的安排[23]。

## 以保護證人組為題材的作品

### 電視劇
- 《保護證人組》（1997年）
- 《護花危情》（2012年）

### 宣傳片
- 《守城》（2021年）

## 相關參見
- 要員保護組
- 警隊護送組
- 特別任務連
- 爆炸品處理課
  - 消防及緊急應變保安隊
- 警察搜查隊
- 證人保護及槍械組
- 香港海關保護證人組